# Струмок Галаків
Струмок Галаків — річка  в Україні, у Шаргородському  районі Вінницької області. Ліва притока  Мурафи (басейн Дністра ).

## Опис
Довжина річки 10 км. Формується з багатьох безіменних струмків та водойм.  Площа басейну 25,8 км².

## Розташування
Бере  початок у селі Михайлівці. Тече переважно на південний захід через Мурафу і впадає у річку Мурафу, ліву притоку Дністра.